# Montrealský protokol

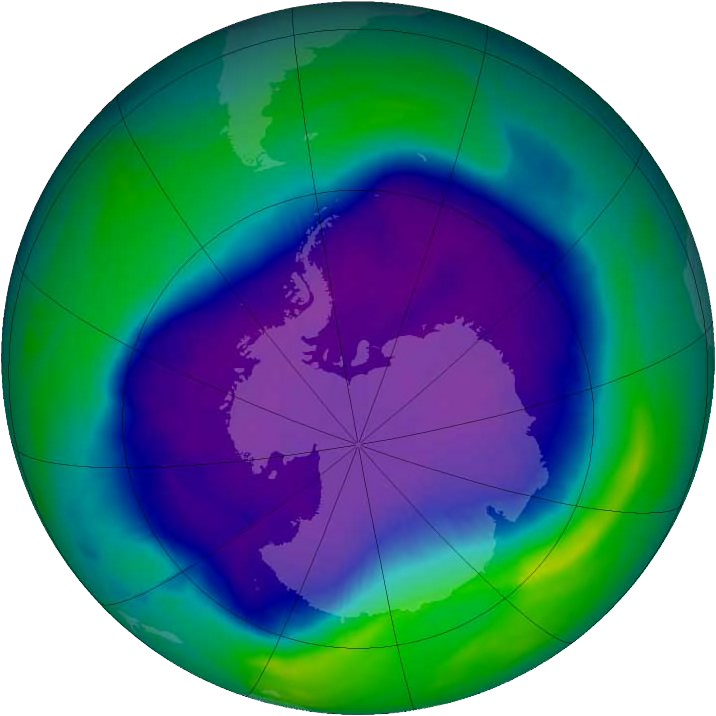
Ozónová díra nad Antarktidou v září 2006

Montrealský protokol o látkách poškozujících ozonovou vrstvu Země byl přijat 16. září 1987 v Montrealu.
Je prováděcím protokolem Vídeňské úmluvy o ochraně ozónové vrstvy, která byla podepsána 22. března 1985 ve Vídni (mezi 28 signatáři není Československo). Československo se smluvní stranou Vídeňské úmluvy stalo 30. prosince 1990. Česká republika se jako nástupnická země stala smluvní stranou 30. září 1993. Den podpisu, 16. září, je od roku 1994 slaven jako Mezinárodní den ochrany ozónové vrstvy. Roku 1995 byla za práci o ozonu udělena Nobelova cena za chemii. Devátá revize protokolu byla přijata roku 2016.
K Montrealskému protokolu přistoupilo 196 států světa (všechny členské státy OSN, stejně jako Niue, Cookovy ostrovy, Vatikán) a také Evropská unie. Jeho hlavním cílem je vyloučení výroby a spotřeby regulovaných látek (96 chemických látek), které podle vědeckých důkazů poškozují ozonovou vrstvu a způsobují tak ozonovou díru.
Jde o plně halogenované chlór-fluorované uhlovodíky (CFC, laicky „tvrdé freony“) a brom-fluorované uhlovodíky, ale i o částečně halogenované chlór-fluorované uhlovodíky (HCFC, laicky „měkké freony“). Do roku 1987 se na světě spotřebovalo asi 1,1 milionů tun CFC ročně, z toho asi 5 500 tun připadalo na dnešní ČR.
Regulované látky pronikají do vyšších vrstev atmosféry, kde chemickými reakcemi narušují ozónovou vrstvu Země, jež částečně pohlcuje ultrafialové záření. Chlór-fluorované uhlovodíky jsou chemicky velmi stálé a v atmosféře přetrvávají desítky let (např. dichlordifluormethan, CFC-12 102 let).
Působí i jako skleníkové plyny.